# Cezve

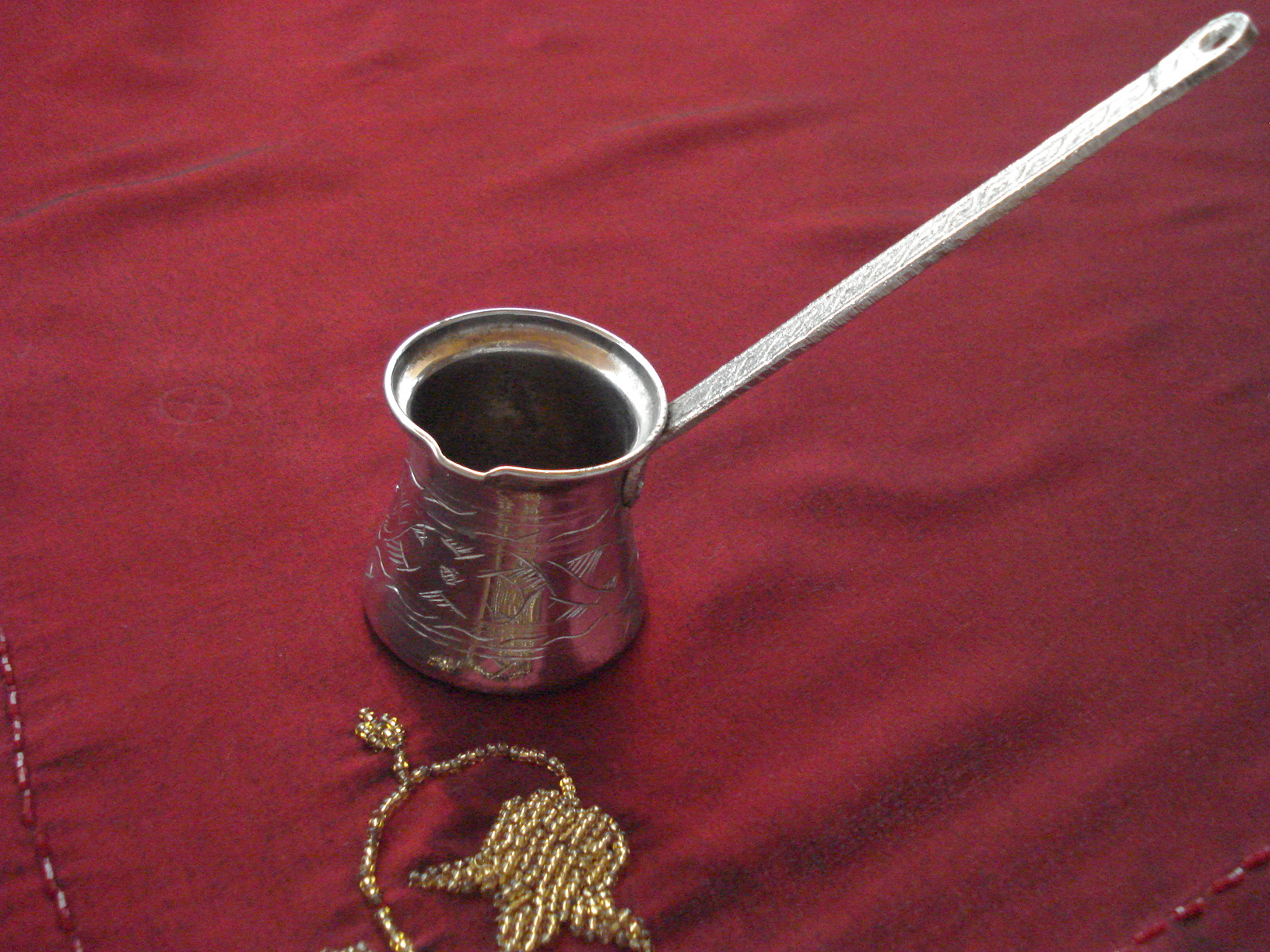
Cezve tradicional de coure

Un cezve (paraula d'origen àrab utilitzada a Turquia; en altres parts del món, jezve, džezva o ĉezve; en ucraïnès i rus: джезва) és un utensili de cocció dissenyat especialment per a l'elaboració de cafè turc. El cos se'n fa, generalment, de metalls com l'alumini o el coure. La seva ansa llarga és especialment útil per a no cremar-se les mans, i la vora és dissenyada per a servir el cafè.

## Altres noms
- A Grècia, el recipient es denomina briki (μπρίκι). El mateix nom és comú també a Romania.
- Raqwa és un terme àrab usat a Síria per a una petita cafetera de coure amb una ansa llarga.
- Zezwa és el terme tunisià procedent de cezve.
- Kanaka n'és el terme egipci.

## Desenvolupament
En els temps moderns s'han desenvolupat a Turquia tant cafeteres (cezve) elèctriques com també màquines de cafè que fan cafè turc. Aquests aparells s'utilitzen comunament en quioscs i restaurants de menjar ràpid per a economitzar el temps de cocció.